# Товстий клієнт
Товстий клієнт в архітектурі клієнт-сервер — це застосунок, що забезпечує (на противагу тонкому клієнту) розширену функціональність незалежно від центрального сервера. Часто сервер в цьому випадку є лише сховищем даних, а вся робота з обробки і подання цих даних переноситься на машину клієнта.

## Переваги
- Товстий клієнт має ширшу функціональність, ніж тонкий.
- Режим багатокористувацької роботи.
- Дозволяє працювати навіть при обривах зв'язку з сервером.
- Висока швидкодія (залежить від апаратних засобів клієнта)

## Недоліки
- Більший розмір дистрибутиву.
- Багато в роботі клієнта залежить від того, для якої платформи він розроблявся.
- При роботі з ним можуть виникати проблеми, пов'язані з віддаленим доступом до даних.
- Достатньо складний процес встановлення і налаштування.
- Складність оновлення і пов'язана з нею неактуальність даних.
- Наявність бізнес-логіки.[джерело?]